# Flamingo's
De flamingo's (Phoenicopteridae) vormen een familie van grote, steltpotige waadvogels. Alle soorten kenmerken zich door hun lange hals, haakvormige snavel en roze verenkleed. De familie telt zes soorten. Vier flamingosoorten komen verspreid voor over Amerika, inclusief het Caribisch gebied, en twee soorten zijn inheems in Afrika, Azië en delen van Europa.
De indeling van flamingo's was voor lange tijd onduidelijk. Zij werden lange tijd ingedeeld bij de ooievaarachtigen, tegenwoordig ook als eigen orde. Aan de hand van DNA-sequencing kon echter worden vastgesteld dat de flamingo's vrij nauw verwant zijn met de futen en wat verder met de duiven. Een nauwe verwantschap met de ooievaars werd niet geconstateerd.

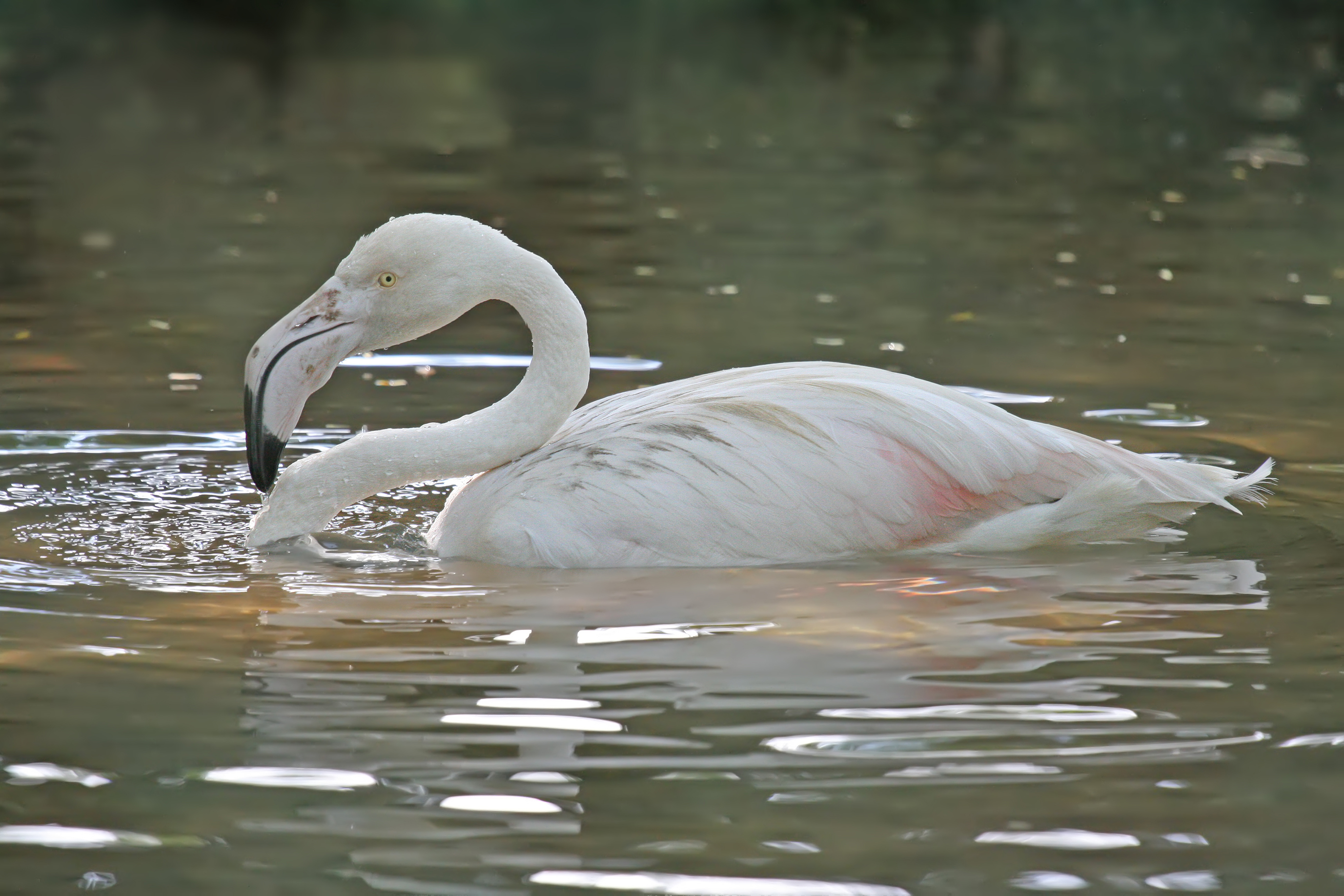
Flamingo in Tanzania

## Biologie en gedrag

### Beschrijving
Jonge flamingo's worden met een rozegrijs pluimen donskleed geboren. De pluimen van een volwassen flamingo variëren van zeer lichtroze tot rood. De kleur krijgen ze door bacteriën en bèta-caroteen dat ze uit hun voedsel halen. Een felgekleurde flamingo is wellicht gezonder dan een grijsachtige soortgenoot. Flamingo's in gevangenschap vormen hierop een uitzondering: vaak worden ze in gevangenschap rozegrijs door een tekort aan caroteen in hun voedsel. Tegenwoordig geven steeds meer dierentuinen een aangepast dieet waardoor de flamingo's hun natuurlijke kleur behouden. De knobbel in het midden van de poot van de flamingo is geen knie, maar de enkel.

### Voedsel
Flamingo's hebben bijzonder lange poten en een bijzonder lange hals. Het zijn echte voedselspecialisten die met een bijzonder filtermechanisme in hun snavel klein voedsel uit het water weten te filteren. Zij leven veelal rond zoutmeren, waar zij vaak het rijk alleen hebben.
Het voedsel van flamingo's verschilt van soort tot soort. Grotere flamingo's eten meestal kreeftachtigen, weekdieren en wormen terwijl de kleinere flamingo's vooral microscopisch kleine algen eten.

### Lichaamsbouw
Flamingo's hebben een lengte van 140 tot 175 centimeter, inclusief kop en de nek. Zoals bij veel andere dieren zijn de mannetjes groter dan de vrouwtjes. De ogen zijn klein en hebben een lichtgele kleur.

### Op één poot staan

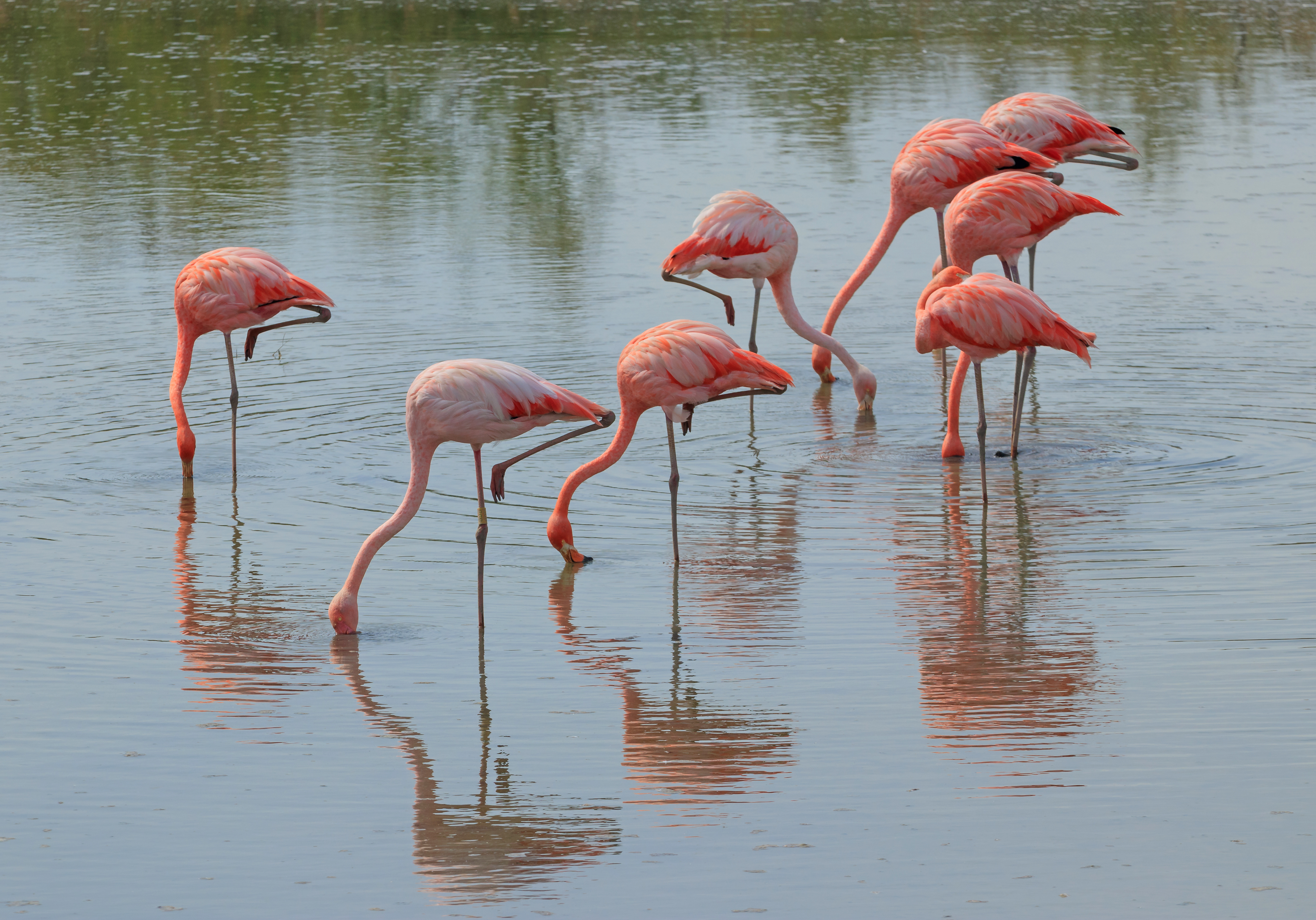
Rode flamingo's in een reservaat in Sigean

Flamingo's staan vaak op één poot en bij voorkeur in het water. De reden waarom flamingo's dit doen zou thermoregulatie zijn. Met één poot in het water koelen ze hun lichaam af, maar met twee poten in het water zouden ze te veel lichaamswarmte verliezen.
Een andere reden zou zijn dat de flamingo met twee poten in de modder zakt. Door op één poot te gaan staan kan de flamingo, als die te ver in de modder is gezakt, zichzelf als het ware ophijsen met zijn andere poot.
Onderzoek heeft aangetoond dat flamingo's hun gewicht passief op één poot kunnen laten steunen en zo minder energie verbruiken. Op twee poten kunnen ze geen stabiele houding aanhouden. Het gewicht van de vogel zet de gewrichten in een vaste schikking, die bepaalde soorten bewegingen weerstaat en de flamingo stabiel houdt, zonder dat die zijn spieren moet gebruiken.

## Taxonomie
- geslacht Phoeniconaias
  - Kleine flamingo, Phoeniconaias minor - Oost-Afrika, de Perzische Golf en Noordwest-India
- geslacht Phoenicoparrus
  - Andesflamingo, Phoenicoparrus andinus - Chileense Andes
  - James' flamingo, Phoenicoparrus jamesi - Andes van Peru en Noord-Chili
- geslacht Phoenicopterus
  - Chileense flamingo, Phoenicopterus chilensis - gematigd Zuid-Amerika
  - (Gewone) flamingo, Phoenicopterus roseus - Middellandse Zeegebied, West-Azië en Afrika. Wordt ook in Nederland gesignaleerd.
  - Rode flamingo, ook grote, Caraïbische of Cubaanse flamingo, Phoenicopterus ruber - Caraïbisch gebied en Galapagoseilanden